# Chaunus amabilis
Rhinella amabilis là một loài cóc trong họ Bufonidae. Nó là loài đặc hữu của Ecuador, chỉ có mặt ở một vùng nhỏ hơn 100 kilômét vuông (39 dặm vuông Anh). Môi trường sống tự nhiên của nó là đầm nước ngọt và đất có tưới tiêu.